# Bouvaincourt-sur-Bresle
Bouvaincourt-sur-Bresle é uma comuna francesa na região administrativa de Altos da França, no departamento de Somme. Estende-se por uma área de 6,82 km². Em 2010 a comuna tinha 861 habitantes (densidade: 126,2 hab./km²).